# Lucky Luke – Irány a vadnyugat
A Lucky Luke – Irány a vadnyugat (eredeti cím: Tous a l'Ouest: Une aventure de Lucky Luke) 2007-ben bemutatott francia 2D-s számítógépes animációs film, amely Morris azonos című képregénye alapján készült. Az animációs játékfilm rendezője Olivier Jean Marie, producere Marc Du Pontavice. A forgatókönyvet Jean-François Henry és Olivier Jean Marie írta, a zenéjét Hervé Lavandier szerezte. A mozifilm a Xilam Animation, a Dargaud Marina és a Lucky Comics gyártásában készült, a Xilam forgalmazásában jelent meg. Műfaja western filmvígjáték. 
Franciaországban 2007. december 5-én, Magyarországon 2008. május 1-jén mutatták be a mozikban.

## Cselekmény
A Daltonok megszöknek egy bírósági ügyről, aminek a koronatanúja pont Lucky Luke, és egy rakás bankot kirabolnak, csakhogy ezzel fel is hívják magukra a rendőrség figyelmét. A szajrét időben elrejtik egy fehér kocsiba az épülés alatt álló Central Parkban, de a rendőrök elűzik őket. A zsarukat lerázzák, de mire visszatérnek, egy utazó társaság, ugyanolyan fehér színű kocsikkal, letelepedik a parkba. A helyszínre Lucky Luke is megérkezik, és lefegyverezi a Daltonokat. A társaság felfigyel rá és Piotr Verkovitsch Kivintschkoff, a társaság európai vezetője, megkéri, hogy segítsen nekik eljutni Kaliforniába. A nyugati hős először elutasítja az ajánlatot, de miután Joe ráijeszt a tömegre az út körülményeivel, hogy megtalálhassa a zsákmányát, Luke elfogadja a kérést. Az egyetlen probléma az, hogy a telek árusa, Edgar Sanda (Crook) nyolcvan napos határidőt szabott ki, így egy nehéz és veszélyes utat választanak.
Másnap reggel, a társaság útra kel, de Sanda, és a közjegyző társa, Bartleby, követi őket, mert sejtik, hogy Lucky Luke segítségével az utazók sikeresen eljutnak Kaliforniába és elhatározzák, hogy meg kell fékezniük őket. Először krokodilokat eresztenek a Missouri folyóba, de Luke egy pár lövéssel divatárút csinál belőlük. Útközben, a Daltonok a kocsikat sorra megjelölik, de Luke eltörli a jeleket. A Golyózápor szurdokban, Luke megtalálja Rantanplant, akit vakvezető kutyaként adtak el. Később, Sanda megpróbálja kiszabadítani a Daltonokat, de ők nem hajlandóak otthagyni a pénzüket.
Reggel, Rantanplan megszökik a vak gazdájától és Luke után iramodik, majd Sanda egyik elbukott szabadító kísérlete után, Averell véletlenszerűen megtalálja a pénzt. Averell megpróbál szólni Joe-nak, de mivel annyi hibát követett el a múltban, ez elméjének köszönhetően, Joe nem hajlandó egy szót se végig hallgatni tőle. A Gyilkos-halál sivatagban egyszer csak kiderül, hogy nincsen víz, mivel Sanda a szabadítás során léket fúrt a hordóba. Kihasználva a pillanatot, Joe megpróbálja Lucky Luke ellen fordítani a társaságot, de Averell véletlenül eljárja az esőtáncot, mivel egy csótány belemászott a cipőjébe. Miután kiérnek a sivatagból, Őrült Farkas törzse megtámadja a társaságot, de megkímélik őket, miután parókákat mutatnak nekik, ezért cserébe a törzs táborában, ők is megmutatják a varázslójuk erejét.
Végül Kalifornia határán, Sanda utolsó megpróbáltatásként felrobbantja a hidat, de Lucky Luke és a társaság képes hőlégballonokat ácsolni a kocsikból. Mikor földet érnek, kiderül, hogy Sanda egy bányát adományozott nekik a megígért ígéretföld helyett. A társaság felháborodik és megkötözik Sandát.
Teljesen reménytelenül, Joe odaígéri a társaságnak a lopott pénzt, miközben Luke a megkötött Sandát űzi. Ekkor Averell elmondja, hogy a rájuk láncolt golyókba rejtette a szajrét, így Joe meggondolja magát, háborodást keltve, aztán a bányába menekül a testvéreivel. A társaság üldözőbe veszi őket, Luke-kal és Rantanplan-nal együtt, figyelmen kívül hagyva Sandát, akit Bartleby kiszabadít, majd utánuk nyargal. Az egyszerű bánya hirtelen hullámvasúttá válik, majd, amikor kijutnak, Joe megragadja Miss Littletown-t, a tanárt, és arra kényszeríti Luke-ot, hogy dobja el az övét. Szerencsére, valami csoda folytán, Luke ismét lefegyverezi Joe-t, és ezzel az őrületbe kergetve a banditát.
Hirtelen, Sanda ismét felbukkan egy dinamit rúddal a kezében. Bevallja, hogy tucatnyi társaságot lopott meg régen, aztán rájuk dobja a dinamitot és a Daltonok pénzét elviszi, de Rantanplan utánuk viszi, ami egy hatalmas robbanással végzi, miután megtalálja őket egy robbanószer raktárban. A robbanás után ezernyi arany tárul elő a földből és a társaság egyből bányászni kezd. Luke megköti a bajkeverőket és indulni készül. Piotr és barátai marasztalni próbálják, de Luke kereket old.

## Szereplők
- Lucky Luke – A leggyorsabb pisztoly hős a vadnyugaton.
- Jolly Jumper – Lucky Luke hűséges, okos, beszélő lova.
- Rantanplan – Lucky Luke bugyuta, beszélő kutyája.
- Joe Dalton – Az legidősebbik testvér.
- William Dalton – Az idősebbik testvér.
- Jack Dalton – A fiatalabbik testvér.
- Averell Dalton – A legfiatalabbik testvér.
- Piotr Verkovitsch Kivintschkoff – A társaság európai vezetője.
- Miss Littletown – A szőke hajú szemüveges tanárnő, és Lucky Luke titkos hódolója.
- Ronda Barrow – A csúnyán beszélő nagydarab ember.
- Spike Goodfellow – A temetkezési vállalkozó.
- Monsieur Pierre – A francia borbély.
- Louise – Fekete sörényű kanca, Monsieur Pierre lova.
- Edgar Sanda – A kaliforniai telek árusa.
- Harold Bartleby – Sanda közjegyző társa.
- Őrült Farkas – Az indián törzsfőnök.

## Magyar hangok
| Szereplő                      | Eredeti hang        | Magyar hang         |
| ----------------------------- | ------------------- | ------------------- |
| Lucky Luke                    | Lambert Wilson      | Stohl András        |
| Jolly Jumper                  | Adrien Antoine      | Széles Tamás        |
| Joe Dalton                    | Clovis Cornillac    | Csuja Imre          |
| William Dalton                | Alexis Tomassian    | L.L. Junior         |
| Jack Dalton                   | Christophe Lemoine  | Ganxsta Zolee       |
| Averell Dalton                | Bernard Alane       | Hajdu István        |
| Rantanplan                    | François Morel      | Kálloy Molnár Péter |
| Edgar Sanda                   | Edgar Givry         | Forgács Gábor       |
| Harold Bartleby               | Michael Lonsdale    | Láng József         |
| Poitr Verkovitch Kivintchkoff | Eric Metayer        | Szombathy Gyula     |
| Mr. Tang                      | Eric Metayer        | Puskás Péter        |
| Miss Littletown               | Dorothée Pousséo    | Ruttkay Laura       |
| Ronda Barrow                  | François Siener     | Schneider Zoltán    |
| Spike Goodfellow              | Jean Piat           | Rudas István        |
| Monsieur Pierre               | Titoff              | Karácsonyi Zoltán   |
| Louise                        | Marie Vincent       | Pálos Zsuzsa        |
| Őrült Farkas, törzsfőnök      | Jacques Frantz      | Kristóf Tibor       |
| Rokkant vaksi öregember       | Pierre Baton        | Gruber Hugó         |
| Tompa agy, indián             | Jérôme Pauwels      | Magyar Attila       |
| Ügyvéd                        | Saïd Amadis         | Izsóf Vilmos        |
| Bíró                          | Sylvain Corthay     | Csuha Lajos         |
| New York-i rendőr             | Yves-Robert Viala   | Albert Péter        |
| Felrobbantott pénztáros       | Jean-Marc Pannetier | Várday Zoltán       |
| Cirkuszigazgató               | Jacques Obadia      | Tóth Zoltán         |
| Kötekedő nagydarab            | Marc Alfos          | Tóth Zoltán         |
| Verekedő asszonyság           | N/A                 | Kaszás Angéla       |
| Joey                          | N/A                 | Renácz Zoltán       |
| Csótány                       | N/A                 | Kossuth Gábor       |

## Érdekesség
Az esőtánccal idézet esőfelhőben a kameó-szerepet játszó svábbogarak: Joey, Dee-Dee és Marky eredetileg az Oggy és a svábbogarak című televíziós animációs sorozatból származnak.

## Televíziós megjelenések
- FilmBox (korábban), TV2, AMC, Filmcafé
- Minimax, FilmBox (később)
- Film Mánia, Film+

- További információk

- Lucky Luke – Irány a vadnyugat a PORT.hu-n (magyarul)
- Lucky Luke – Irány a vadnyugat az Internetes Szinkronadatbázisban (magyarul)
- Lucky Luke – Irány a vadnyugat az Internet Movie Database-ben (angolul)
- Lucky Luke – Irány a vadnyugat a Rotten Tomatoeson (angolul)
- Lucky Luke – Irány a vadnyugat a Box Office Mojón (angolul)
- Lucky Luke – Irány a vadnyugat a tematikus Lucky Luke wikiben (angolul)